# Жабриця-ладанник
Жабриця-ладанник, порізник гірський як Libanotis montana та порізник проміжний як Libanotis intermedia (Seseli libanotis) — вид трав'янистих рослин родини окружкові (Apiaceae), поширений у Європі, західній Азії й Марокко.

## Опис
Дворічна або багаторічна рослина. Корінь білий, товстий. Висота: 40–120 см. Стебло розгалужене, дуже глибоко жолобчасте, верхня частина і вузли волосисті, залишки старих листків на основі. Листки чергуються, нижні стебла черешкові, верхні листи безчерешкові, основа піхвоподібна. Листова пластина від вузько витягнутої до трикутної 1–2 рази перисторозсічена. Листочки дуже тонко лопатеві, пухнасті, з нижньої сторони блакитно-зелені. Суцвіття — складений зонтик. Первинні та вторинні парасольки (30–40) з вузькими, волохатими приквітками. Віночок радіально-симетричний або злегка нерівний, білий (іноді злегка червонуватого кольору), до 5 мм завширшки, зовнішня поверхня волохата, пелюстки 5, зубчасті, кінчики повернуті всередину. Плід: від широкоеліптичної до яйцеподібної форми, досить плоский, 2-секційний, товсто-ребристий, зазвичай тонкошерстий, коричневий, завдовжки 2.5–4 мм схизокарпій.

## Поширення
Поширений у Європі, західній Азії й Марокко.
В Україні вид зростає на всій території, в Криму рідко.

## Галерея

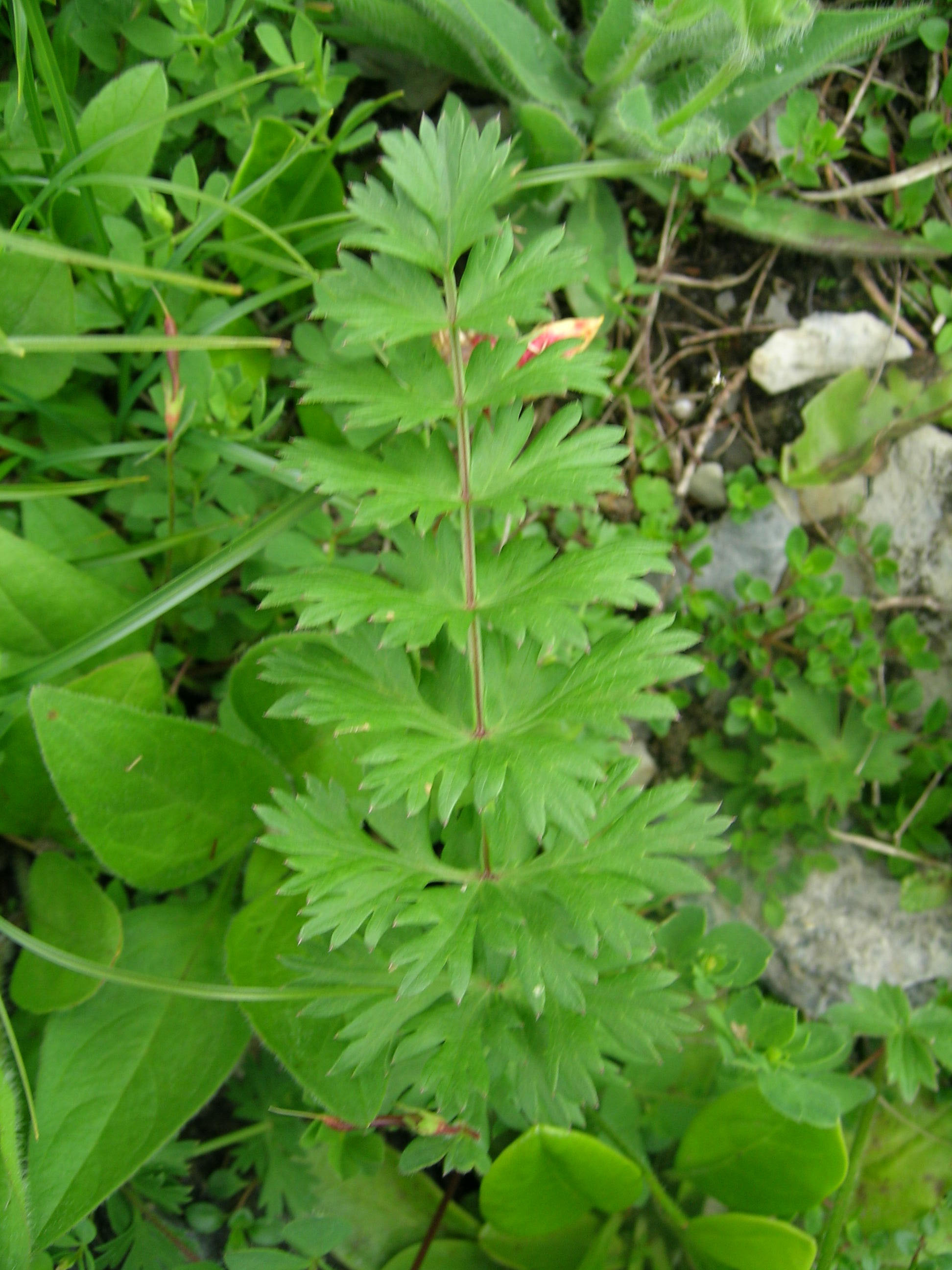
листок
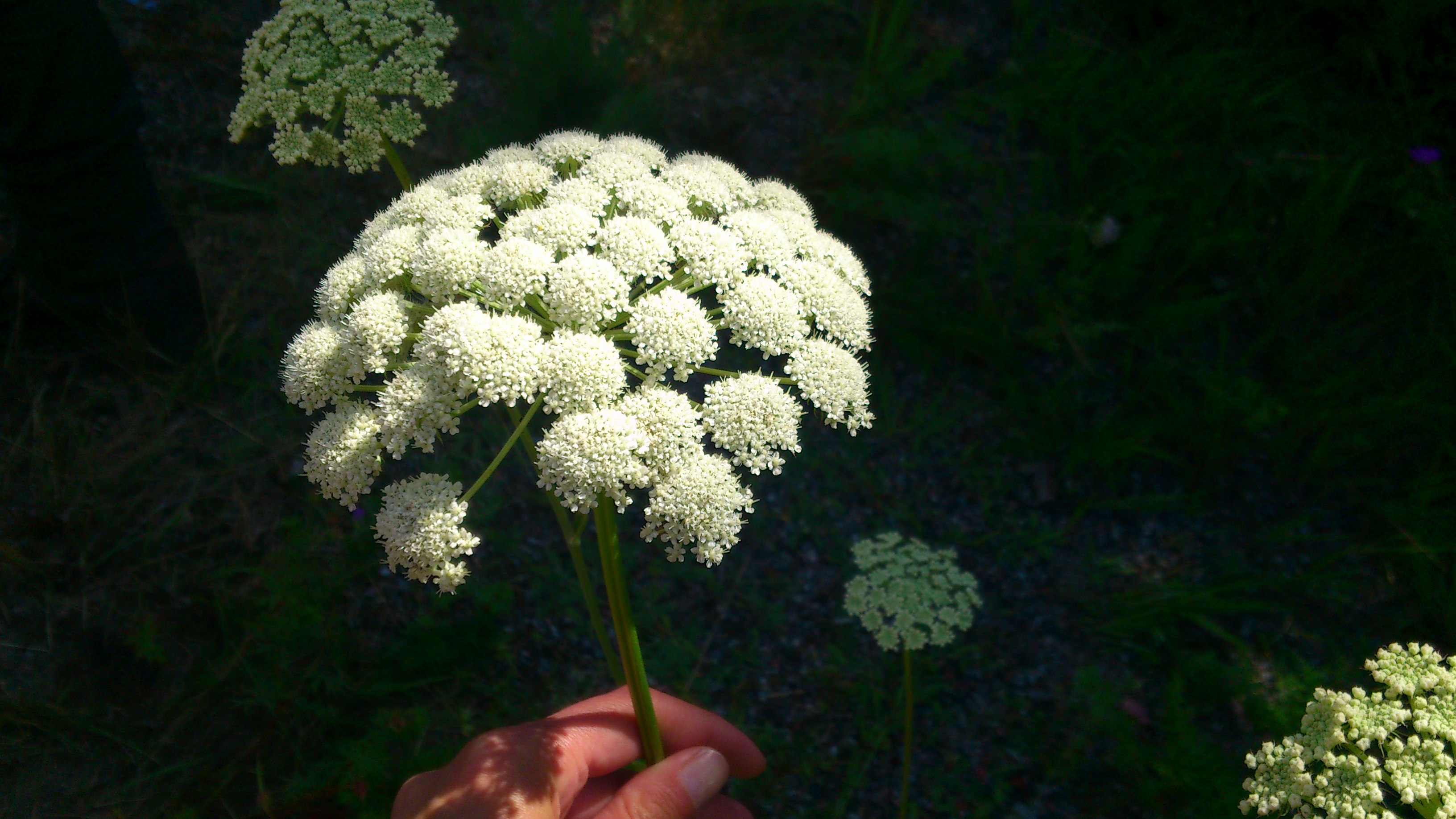
суцвіття
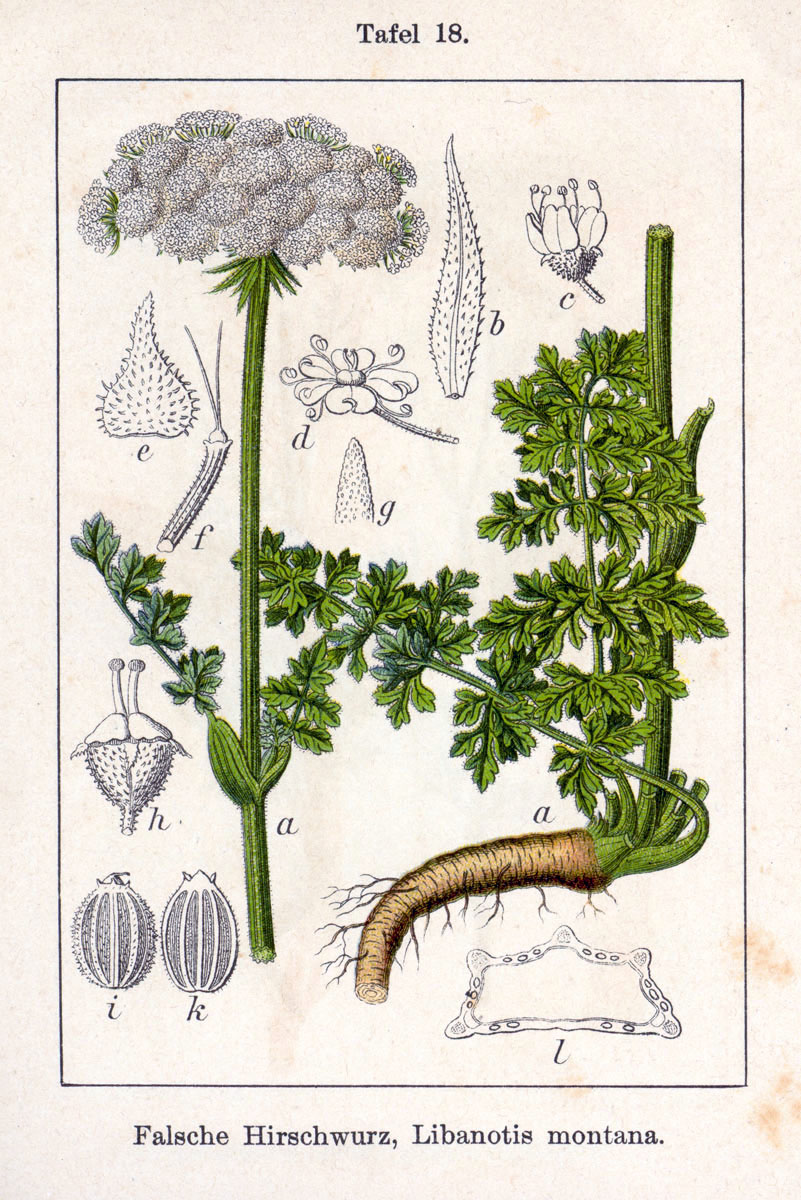
ілюстрація